# Robert Gore
Robert W. "Bob" Gore (Salt Lake City, 15 de abril de 1937 – 17 de setembro de 2020) foi um engenheiro e empresário estadunidense.
Juntamente com seu pai Bill Gore, inventou o Gore-Tex, um tecido respirável a prova d'água feito a partir de politetrafluoretileno (PTFE).
Morreu no dia 17 de setembro de 2020, aos 83 anos.

## Patentes
- Patente E.U.A. 3,953,566